# IC 245
IC 245 ist eine Spiralgalaxie vom Hubble-Typ Sbc im Sternbild Walfisch südlich des Himmelsäquators. Sie ist schätzungsweise 202 Millionen Lichtjahre von der Milchstraße entfernt und hat einen Durchmesser von etwa 65.000 Lj.

Im selben Himmelsareal befinden sich u. a. die Galaxien IC 251 und IC 252.
Das Objekt wurde am 2. Dezember 1891 vom französischen Astronomen Stéphane Javelle entdeckt.